# Бракамонтес, Жаклин
Жакли́н Бракамо́нтес ван О́рде (исп. Jacqueline Bracamontes van Hoorde; 23 декабря 1979, Гвадалахара, Халиско, Мексика) — мексиканская актриса и фотомодель.

## Биография и начало карьеры
Жаклин Бракамонтес ван Орде родилась 23 декабря 1979 года в Гвадалахаре (штат Халиско, Мексика) в семье мексиканского-бельгийского происхождения футбольного тренера Хесуса Бракамонтеса и его жены Жаклин ван Орде. У Жаклин есть младшие сестра и брат — Алина Бракамонтес и Хесус Бракамонтес-младший.
После окончания средней школы Жаклин переехала во Францию, где она изучала французский язык, а затем вернулась в Мексику, где изучала коммуникационные науки в «Instituto Tecnológico de Estudios Superiores de Occidente». Во время обучения, Бракамонтес начала карьеру фотомодели. Она говорит на испанском, английском и французском языках.

## Личная жизнь
С 1 октября 2011 года Бракамонтес замужем за бизнесменом Мартином Фуэнтесом, от которого у неё родилось шестеро детей: близнецы, сын Мартин Фуэнтес Бракамонтес (умер вскоре после рождения от дыхательной недостаточности) и дочь Жаклин Фуэнтес Бракамонтес (род. 29.03.2013), дочери Каролина Фуэнтес Бракамонтес (род. 09.07.2014) и Рената Фуэнтес Бракамонтес (род. 15.07.2016), и дочери-близнецы — Эмилия Фуэнтес Бракамонтес и Паула Фуэнтес Бракамонтес (род. 20.12.2018).